# Rafael Pérez Botija
Rafael Pérez Botija García (* 26. Oktober 1949 in Madrid) ist ein spanischer Komponist und Arrangeur.
Pérez Botija arbeitete viele Jahre als Komponist, Arrangeur und musikalischer Leiter für den mexikanischen Sänger José José, für den er u. a. Amor amor (1980) uns Y que (1984) schrieb. Für Pablo Abraira komponierte er Amor marinero (1984). Auch Songs wie Payaso, Desesperado, Me Basta und Mí Vida stammen von ihm. 